# Rekum

Kahnschifferhaus Rekum, Unterm Berg 31

Rekum ist ein Ortsteil des Bremer Stadtteils Blumenthal im Stadtbezirk Nord. Am 31. Dezember 2014 hatte das 572 ha große Rekum 2.272 Einwohner. Bis 1923, als Rekum in die Nachbargemeinde Farge eingemeindet wurde, war Rekum eine eigenständige Gemeinde.

## Geschichte

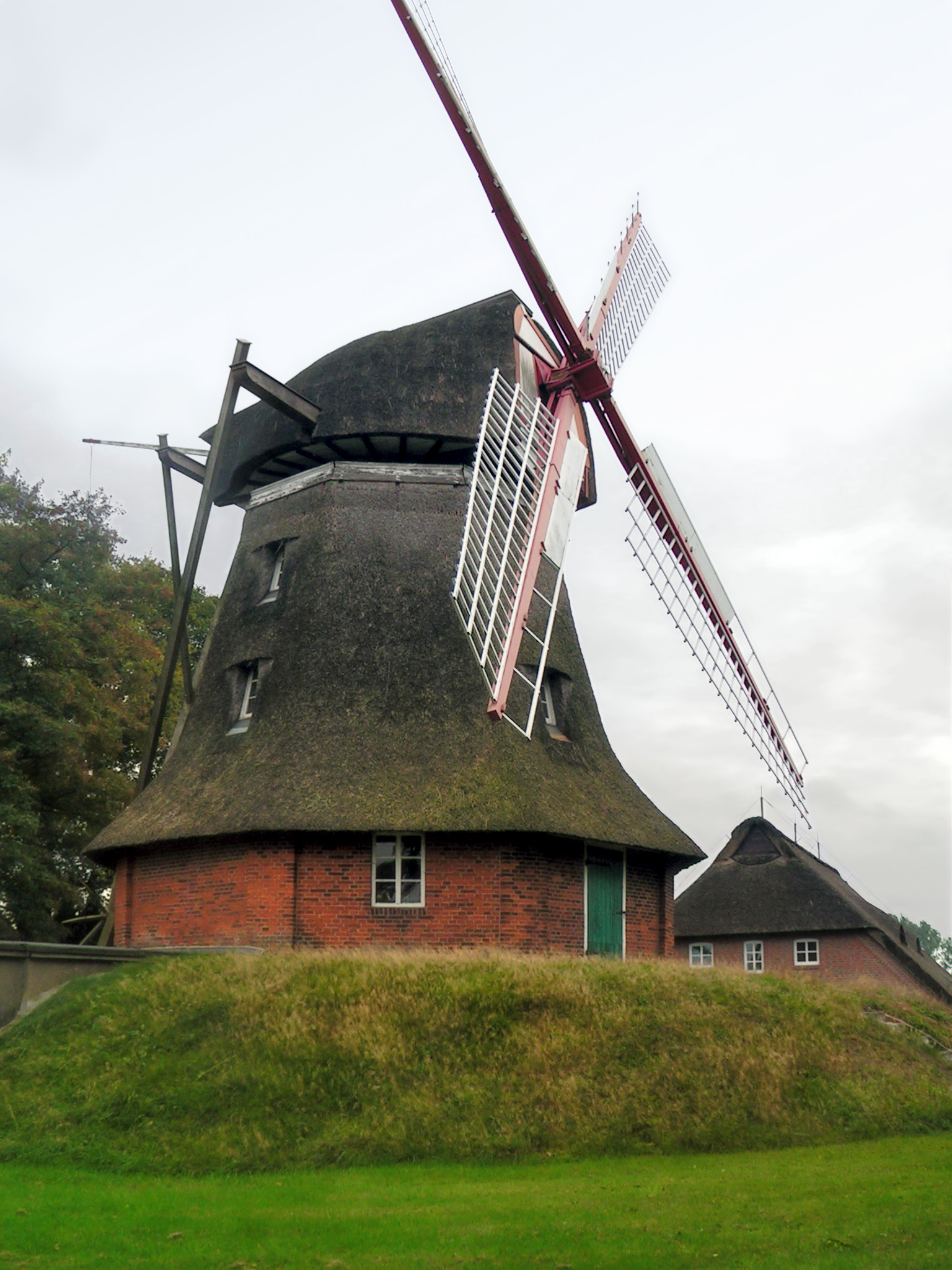
Rekumer Mühle

Schon in prähistorischen Zeiten wohnten hier Menschen, und zwar auf dem Geest-Gelände (geologisch: Schmelzwassersände aus der Elster-Kaltzeit) unweit des Weserufers. Bei Erdbauarbeiten auf dem Grundstück Rekumer Str. 11 (Kindertagesstätte) sowie auf Grundstücken zwischen Kummerkamp, Pötjerweg und Rekumer Straße, wurden 1887, 1939 und 1973–1976 zufällig Überreste, u. a. Urnen aus Ton, aus der jüngeren Bronzezeit (1100 bis 500 v. Chr.) entdeckt. Auf dem nahegelegenen Sportplatz vor dem Jugendheim wurden im Sommer 2024 Überreste aus vorgeschichtlicher Zeit (900 bis 700 v. Chr.) entdeckt. Bei Ausgrabungen in den 1960er und 1980er Jahren am Mühlenberg wurden unter anderem römische Münzen gefunden und Überreste von Häusern und Tieren aus der Römischen Eisenzeit um 100 n. Chr.
Rekum wurde um 1300 Reken oder Rekene genannt, nach der hier im 12. Jahrhundert ansässigen Adelsfamilie von Reken. Die erste schriftliche Überlieferung des Namens Diederich de Reken datiert von 1140, sein Gehöft soll sich an der heutigen Straße Rekumer Wurt befunden haben. Im Jahr 1534 zählte der Ort 16 Hofstellen, um 1580 sind die Namen von zwölf Bauern und 31 kleinen bäuerlichen Anwesen bekannt. Alle Bauernhäuser lagen in unmittelbarer Nähe zum nördlichen Abschnitt der heutigen Rekumer Straße, der alten Dorf- und Landstraße, am Rand einer etwa 500 Meter landeinwärts reichenden Ausbuchtung des Weserufers, die im Zuge der Weserkorrektion beseitigt wurde. Östlich davon steigt das Gelände einige Höhenmeter an, zur Rekumer Geest mit dem Speckberg (21,7 m über NN) und dem Mühlenberg.
Rekum gehörte über Jahrhunderte wie Neuenkirchen, Vorbruch und Rade zum Kirchspiel Neuenkirchen und ab 1604 zum Kirchspiel Blomendal (Blumenthal).
Die einzige jüdische Familie in Rekum war die des Viehhändlers Jakum Isaak Gottschalk (1746–1817) mit sieben Kindern; sie zogen im Laufe des 19. Jahrhunderts von Rekum weg. Seine in Rekum geborenen Enkeltöchter Hannchen (1838–1907) und Elise Gottschalk (1841–1921) lebten bis zu ihrem Tod in Farge. Sieben Familien hatten um 1800 einen Schutzbrief in Rekum, Farge, Aumund, Grohn und Fähr (Jakum Isaak Gottschalk, Simon Hahn, Michael Rosenberg, Gumpel Schwabe, Ephraim Herz, Monderchai Kayser und Selig Pinchas Meyer). Sie gründeten 1816 die erste jüdische Gemeinde. Sie hatten einen Betraum in Grohn.
Rekum, von 1885 bis 1923 eigenständige Gemeinde im Landkreis Blumenthal, wurde 1923 in die Nachbargemeinde Farge eingemeindet. Die so vergrößerte Gemeinde Farge ist bei Gebietsreformen 1932 erst dem Landkreis Osterholz, und dann 1939 der Freien Hansestadt Bremen zugeteilt worden. Seit 1946 ist Rekum Teil des Ortsamtsbereiches Blumenthal.
Im 19. Jahrhundert bestand die Einwohnerschaft aus wenigen Bauernfamilien mit erheblichem Grundbesitz, und Kleinst- und Nebenerwerbslandwirten. Im Jahre 1864 hatte der Ort 140 Häuser. Als Erwerbszweig kam in dieser Zeit die Kahnschifferei hinzu. Der pensionierte Kahnschiffer J. Arfmann schrieb in der Landeszeitung Blumenthal 1938 zur „Entwicklung der Schiffahrt auf der Unterweser von 1880 bis 1936“: „In den 1880er Jahren bestand an der Unterweser eine große Seglerflotte, die große Mengen Kaufmannsgüter von Bremerhaven nach Bremen, Brake, Vegesack und Oldenburg, aber auch in umgekehrter Richtung, brachte. Diese Schiffe wurden Segelkähne genannt und hatten ein bis drei Masten. Von den Segelkähnen war eine größere Zahl in Farge und Rekum beheimatet, da die Schiffe im Besitz der hier wohnenden Kahnschiffer waren. Die zu befördernden Kaufmannsgüter bestanden zur Hauptsache aus Reis, Tabak, Getreide, Zedern- und Mahagoniholz, sowie allen Überseegütern. Ein Teil der Schiffer befuhr auch die Nordsee bis nach Hamburg, andere auch die Ostsee bis nach Königsberg (…) Die Schiffe hatten eine Besatzung von zwei bis vier Mann. Der Proviant wurde größtenteils, sowie Speck und Kartoffeln, von zu Hause mitgenommen. Zu Hause wurde dann von der Frau eine kleine Landwirtschaft geführt.“  Eine kleine Werft wurde 1866 gegründet, die nur drei Kähne baute und einige Jahre nach Ausbaggerung und Uferbegradigung der Weser den Betrieb einstellte. Dadurch, dass die Weser nun eine größere Tiefe hatte, verlor die Kahnschifferei an Bedeutung. Denn die für Bremen bestimmte Ladung der Überseeschiffe musste nicht mehr in Brake oder Bremerhaven auf Weserkähne umgeladen werden, sondern die Überseeschiffe selbst konnten die Häfen von Bremen anlaufen. Die früheren Kahnschiffer und andere Rekumer verdienten fortan ihren Lebensunterhalt als Seeleute, oder aber als Fabrikarbeiter in der 1853 gegründeten Steingut-Fabrik „Witteburg“ im benachbarten Farge. Wer es sich erlauben konnte, baute hinter seinem Wohnhaus einen Schweinestall, um im Nebenerwerb Schweinemast zu betreiben (u. a. mit Kartoffeln und Küchenabfällen). Eine „Viehverwertungsgesellschaft Rekum und Umgebung“ wurde gegründet, über die 1911–1935 jährlich tausende Schlachtschweine vom Bahnhof Farge aus nach Mannheim, Köln, Düsseldorf, Oldenburg und Hamburg/Altona verfrachtet wurden.
1902 wurde eine große Dorfschule fertiggestellt, für 30 000 Mark gebaut vom Rekumer Bauunternehmer Johann Dietrich Trüper.
1922 war die Gemeinde Rekum wegen der Wirtschaftskrise in der Nachkriegszeit stark verschuldet. Industriebetriebe gab es in Rekum nicht, und daher kaum Gewerbesteuereinnahmen. In Farge dagegen waren die Steingutfabrik Witteburg, die Stuhlrohrfabrik und die Farge-Vegesacker Eisenbahn ansässig. Die Gemeinde Farge gliederte sich 1923 die verschuldete Gemeinde Rekum ein. Seither existiert Rekum als eigenständige Gemeinde nicht mehr, sondern lediglich als Ortsteil. Lokale Rekumer Organisationen wie der „Verein für Gemeinwohl“, der Rekumer Turnverein von 1890 und der Arbeiterturnverein „Frei Heil“ von 1910 bestanden jedoch noch einige Zeit weiter. Ortsbürgermeister der vergrößerten Gemeinde Farge war zu dieser Zeit Richard Taylor.

### Rekum als Bremer Ortsteil
Die Gemeinde Farge (einschließlich des Farger Ortsteils Rekum) wurde am 1. November 1939 zusammen mit den Gemeinden Lesum, Grohn, Schönebeck, Aumund, Hemelingen und Mahndorf aus dem Land Preußen in das Land Bremen sowie in die Stadt Bremen eingegliedert. Da hatten die Arbeiten der Kriegsmarine zum Bau eines umfangreichen Vorratslagers für Schweröl/Schiffsöl (Kriegsmarine-Öllager Farge) in Rekum bereits begonnen. Ein teilweise mannshoher Tunnel für eine ca. drei Kilometer lange unterirdische Rohrleitung von der Ölpier an der Weser zu den Tanks im Bereich der einstigen Weser-Geest-Kaserne existierte noch 2017. Während das halbfertige Projekt am 3. Juli 1941 in Rekum aus strategischen Gründen gestoppt wurde, ist in Farge 1943 das riesige Wifo-Tanklager fertiggestellt worden. Die für den Bau des Öllagers benötigten zahlreichen Zivilarbeiter und Bediensteten wurden ab 1939 in einem großen Arbeiterwohnlager untergebracht, dem Marinegemeinschaftslager Neuenkirchen.
Seit 1941 wurden in Rekum zusätzlich Zwangsarbeiter in Barackenlagern einquartiert. Ein Kriegsgefangenenlager wurde 1943 auf einem Acker in der Nähe des Speckbergs errichtet, und Anfang 1943 auf dem Baugelände des Kriegsmarine-Öllagers als ein Außenlager des Konzentrationslagers Neuengamme: das KZ Farge. In das Marinegemeinschaftslager Neuenkirchen wurde 1941 das „Arbeitserziehungslager“ der Gestapo verlegt, das 1940 in Farge im Arbeiterwohnlager Tesch auf der Baustelle des Wifo-Tanklagers eingerichtet worden war.

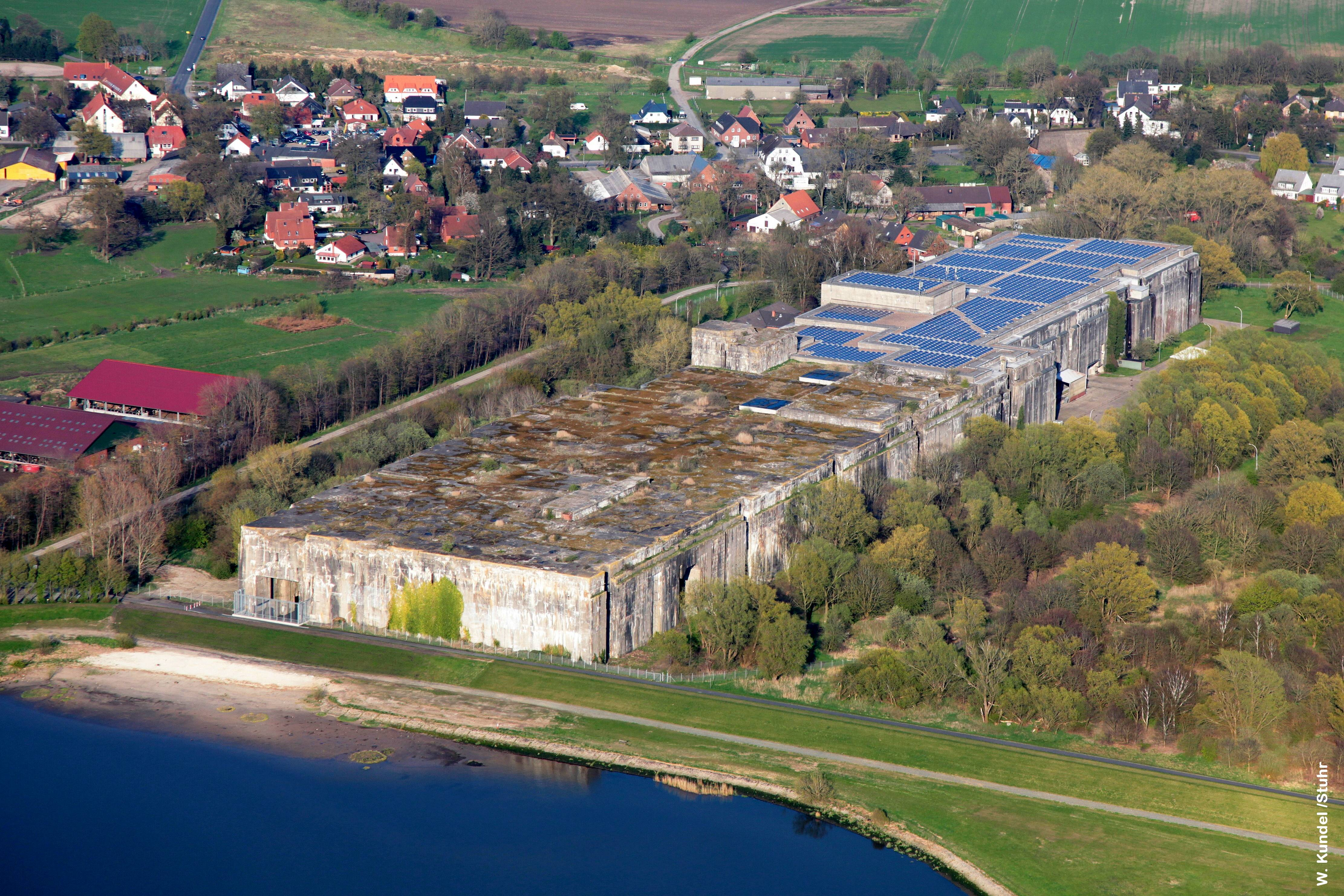
U-Boot-Bunker Valentin (2012)

Weil ausreichend Fläche auf dem Gelände der Bauern Schnibbe, Gräfing und Morisse zur Verfügung stand, die geografischen und geologischen Bedingungen geeignet erschienen, und wegen der nahegelegenen Werften Deschimag in Blumenthal und Vulkan in Vegesack, die bereits auf Rüstungsproduktion umgestellt hatten, ließ die Hitler-Regierung 1943 den U-Bootbunker 'Valentin' in Rekum errichten und nutzte dafür die Zwangsarbeiterlager und die vom Öllager- und Wifo-Tanklager-Bau existierende Infrastruktur (Straßen, Eisenbahngleisanlagen).
Nach 1945 wurden die NS-Bauten (u. a. Häuser, Bunker, Lager, Tunnel, Pipelines), sofern sie nicht von der US-Army genutzt wurden, von der Oberfinanzdirektion (OFD) Bremen verwaltet und unterhalten. Die Sonderbauleitung Bunker-Valentin der OFD hatte in den 1950er Jahren ihren Sitz in Räumen der damaligen Gaststätte „Goldener Stern“ (heute Rekumer Str. 91a). Bis in die 1960er Jahre wurden viele der ehemaligen Häftlings- und Wehrmachtsbaracken als Notunterkünfte für Kriegsflüchtlinge genutzt. Später wurden zahlreiche Wohnhäuser neu gebaut, besonders an den Straßen Pötjerweg, Kummerkamp und Rekumer Geest, wo seit ca. 1950 der Kleingärtnerverein Einigkeit e. V. eine große Gartenkolonie betreibt (Hermann-Mester-Garten). In den 1980er Jahren wurde das Wohngebiet Reeker Barg entwickelt. Der ursprüngliche Ortskern in unmittelbarer Nähe des U-Boot-Bunkers dagegen verlor allmählich an Bedeutung: die Zahl der aktiven landwirtschaftlichen Betriebe (Bauernhöfe) ging bis auf drei zurück, Geschäfte gibt es dort 2017 keine mehr.
Das Farger Ehrenmal für die Toten der beiden Weltkriege an der Rekumer Str. 53, am 23. März 1926 eingeweiht und 1953 erweitert, ist Eigentum des Heimatvereins Farge-Rekum e. V. Ein Ehrenmal für die Opfer der Bautätigkeit des NS-Regimes in Rekum und Umgegend wurde 1983 von der Stadt Bremen vor der Ruine des U-Boot-Bunkers Valentin errichtet.
2010, nach dem endgültigen Auszug der Bundeswehr aus dem Bunker Valentin, erfolgte von 2011 bis 2015 der Ausbau der Gedenkstätte Denkort Bunker Valentin im und neben dem Bunker. Das Gelände der ehemaligen Baustelle südlich der Ruine, wo sich seit den 1950er Jahren ein Biotop mit Naturwald ungehindert ausbreiten konnte, verkaufte 2017 die Bundesanstalt für Immobilienaufgaben für 23.000 Euro an den Landesverband Bremen des Bundes für Umwelt und Naturschutz Deutschland (BUND). Der BUND will im Einvernehmen mit der Bunker-Gedenkstätten-Leitung die „Valentin-Wildnis“ dauerhaft der Natur erhalten.

### Rekumer Kirche

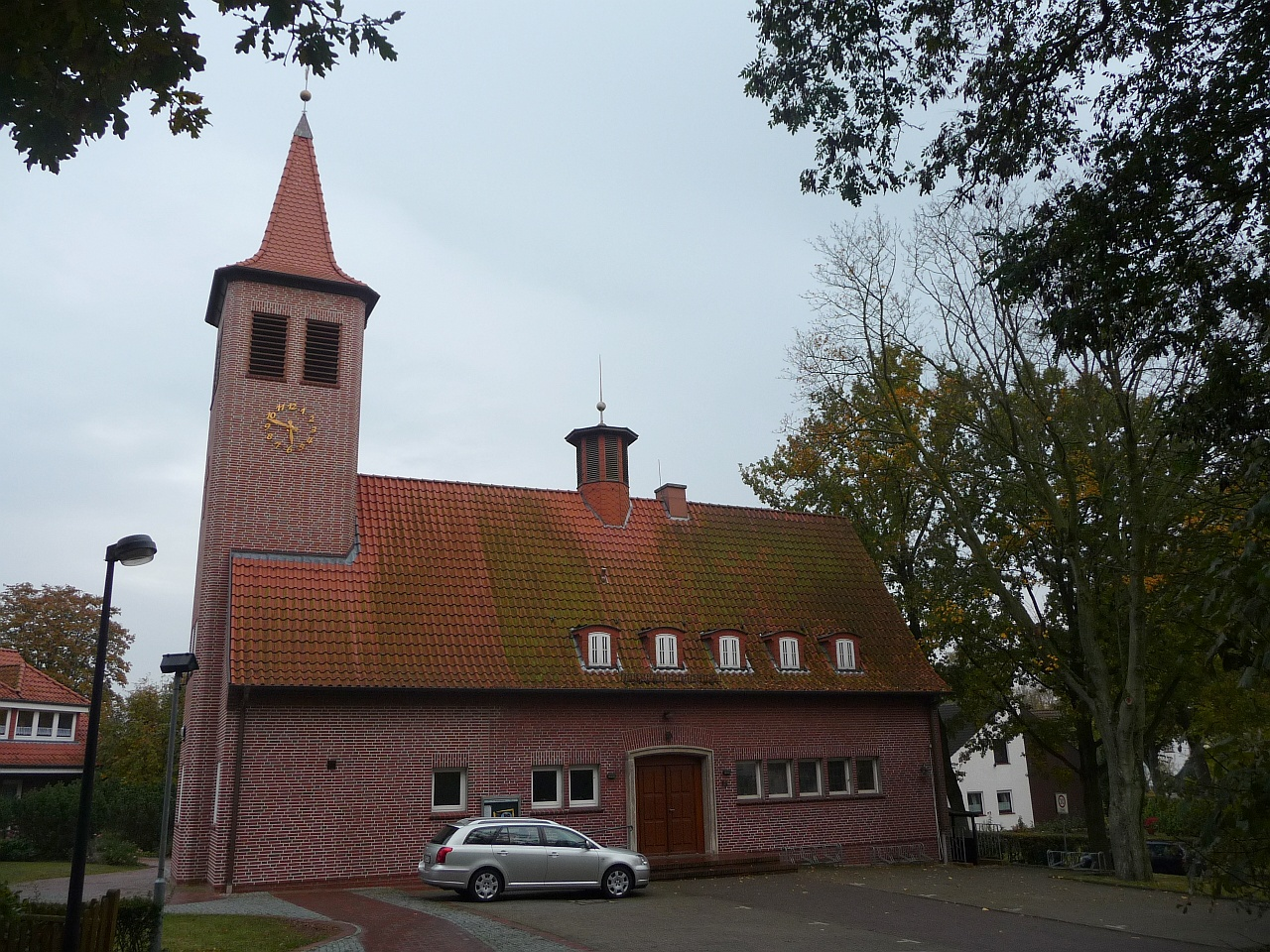
Evangelisch-reformierte Kirche Rekum

Die einzige Kirche in Rekum wurde 1956 von der evangelisch-reformierten Kirchengemeinde gebaut, der traditionell vorherrschenden Glaubensgemeinschaft (1864 waren nur 94 der 731 Einwohner evangelisch-lutherischen Glaubens). Die Rekumer Gemeinde war bis 1980 Teil der gemeinsamen Kirchengemeinde Neuenkirchen-Rekum, seither ist die evangelisch-reformierte Kirchengemeinde Rekum selbständig.
Im Unterschied zur Kommunalverwaltung, die der Freien Hansestadt Bremen zugeordnet ist, gehört die Evangelisch-reformierte Kirchengemeinde Rekum zur Ev.-ref. Kirche mit Sitz in Leer und nicht zur Bremischen Evangelischen Kirche.

### Einwohnerentwicklung
- 1813 hatte Rekum 484 Einwohner,
- 1858 705 Einwohner,
- 1864 731 Einwohner,
- 1905 1.103 Einwohner,
- 1910 1.118 Einwohner,
- 1920 1.150 Einwohner,
- 1924 1.300 Einwohner,
- 1995 2.395 Einwohner,
- 2004 2.531 Einwohner (Stand 31. Dezember 2004)

## Sehenswürdigkeiten und Kultur
- Rekumer Mühle, eine Holländerwindmühle von 1873
- U-Boot-Bunker Valentin von 1943/45, als Denkort Bunker Valentin seit 2015 Mahnmal gegen Größenwahn und menschenverachtende Ideologie der NS-Zeit.
- Evangelisch-reformierte Kirche Rekum von 1956
- Der Schifferchor Rekum von 1978 setzt sich aus ehemaligen Seeleuten zusammen, die das traditionelle Seemannslied pflegen.
- Kahnschifferhaus Unterm Berg 31, Sitz des Heimatvereins Farge-Rekum und des Schiffervereins Rekum und Umgegend von 1919 e. V.

## Verkehr
Rekum wird von der Buslinie 90 der Bremer Straßenbahn AG erschlossen, nachts ergänzt durch die Nachtbuslinie N7. Sie verbinden Rekum mit Neuenkirchen, Bremen-Blumenthal, Bremen-Vegesack, Bremen-Burg und Bremen-Gröpelingen, die Linie N7 darüber hinaus auch mit der Bremer Innenstadt.
Bis 1938 verlief die später abgebaute Niederweserbahn durch Rekum, dieser Streckenabschnitt wurde für die Marinebahn Farge–Schwanewede umgenutzt. Während des Bunkerbaus führte eine zweite Eisenbahn-Nord-Süd-Verbindung durch Rekum.

## Persönlichkeiten
- Hans G. Trüper (1936–2016), deutscher Mikrobiologe, Historiker
- Johannes Trüper (1855–1921), deutscher Pädagoge, Johannes-Trüper-Straße
- Johann Kroog (1877–1947), deutscher Politiker, Johann-Kroog-Straße